# Forces Armades del Perú
Les Forces Armades del Perú, en castellà i oficialment Fuerzas Armadas del Perú, són els cossos de defensa del Perú. Estan compostos d'un exèrcit de terra, una armada (marina naval) i Força de l'aire. La seva missió principal és preservar la independència del seu territori, la integritat i la seva sobirania contra qualsevol amenaça. La seva missió secundària és el desenvolupament econòmic i social així com en tasques de defensa civil.
Es considera que la Policia Nacional del Perú formen part de les forces armades tot i que de fet és un organisme diferent amb una missió civil diferent. No obstant això, la seva preparació, a causa de més de dues dècades de lluita antiterrorista, li ha concedit, en el cas del Perú, un caràcter extremadament militar, amb una important força terrestre, aquàtica i aèria amb un personal d'unes 140.000 tropes. Les Forces Armades del Perú depenen del Ministeri de Defensa i la Policia del Ministeri de l'Interior.
Entre les seues forces regulars s'ha trobat que hi ha nenes soldat.